# Сере (город, Франция)
Сере (фр. Céret) — коммуна на юге Франции, департамент Восточные Пиренеи, регион Лангедок — Руссильон — Юг — Пиренеи. Административный центр кантона Валеспир-Албере, округ Сере. На 2012 год население коммуны составляло 7663 человека.

## Географическое положение
Сере является супрефектурой департамента Восточные Пиренеи и центром одноимённого округа. Коммуна находится в области Валеспир, в долине Теш, вблизи границы с Испанией.

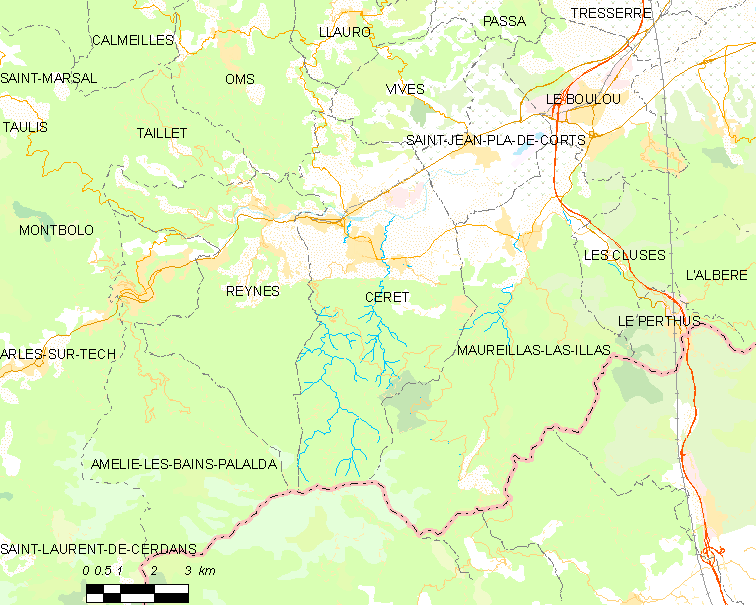
Карта коммуны

## Демография
Согласно переписи 2012 года население Сере составляло 7663 человека (46,0 % мужчин и 54,0 % женщин). Население коммуны по возрастному диапазону распределилось следующим образом: 12,9 % — жители младше 14 лет, 13,4 % — между 15 и 29 годами, 14,7 % — от 30 до 44 лет, 20,4 % — от 45 до 59 лет и 48,6 % — в возрасте 60 лет и старше. Среди жителей старше 15 лет 46,3 % состояли в браке, 31,3 % — не состояли, 10,4 % — были в разводе, 12,0 % — вдовствовали. В коммуне было 3788 домашних хозяйств, 57,3 % которых представляли собой семьи.
Среди населения старше 15 лет (6178 человек) 16,5 % населения не имели образования, 11,9 % — имели только начальное образование, 8,6 % — закончили только колледж, 23,7 % — получили аттестат об окончании лицея, 17,4 % — закончили полное среднее образование или среднее специальное образование, 10,7 % — закончили сокращённое высшее образование и 11,1 % — получили полное высшее образование.
В 2012 году из 4359 человек трудоспособного возраста (от 15 до 64 лет) 2967 были экономически активными, 1392 — неактивными (показатель активности 68,1 %, в 2007 году — 64,9 %). Из 2967 активных трудоспособных жителей работали 2422 человека (1214 мужчин и 1208 женщин), 545 числились безработными. Среди 1392 трудоспособных неактивных граждан 336 были учениками либо студентами, 602 — пенсионерами, а ещё 454 — были неактивны в силу других причин. В 2013 году средний доход в месяц составлял 1831 €, в год — 21 968 €.
Динамика численности населения:
| 1911 | 1926 | 1936 | 1946 | 1954 | 1962 | 1968 | 1975 | 1982 | 1990 | 1999 | 2006 | 2010 |
| ---- | ---- | ---- | ---- | ---- | ---- | ---- | ---- | ---- | ---- | ---- | ---- | ---- |
| 3921 | 4918 | 5118 | 5148 | 5091 | 5421 | 5438 | 5987 | 6798 | 7285 | 7291 | 7568 | 7629 |